# 4687 Brunsandrej
4687 Brunsandrej è un asteroide della fascia principale. Scoperto nel 1979, presenta un'orbita caratterizzata da un semiasse maggiore pari a 3,1088418 UA e da un'eccentricità di 0,1496771, inclinata di 3,88458° rispetto all'eclittica.